# يان تسيمرمان (لاعب كرة قدم)
يان تسيمرمان (بالألمانية: Jan Zimmermann)‏ هو مدرب كرة قدم ولاعب كرة قدم ألماني في مركز الهجوم، ولد في 5 أكتوبر 1979 في هانوفر في ألمانيا. لعب مع آينتراخت براونشفايغ.

## وصلات خارجية
- يان تسيمرمان (لاعب كرة قدم) على موقع قاعدة بيانات كرة القدم.إي يو (الإنجليزية)
- يان تسيمرمان (لاعب كرة قدم) على موقع عالم كرة القدم.نت (الإنجليزية)